# 마티아스 자머
마티아스 잠머(본명 : 마티아스 사머, 삼머, 새머, 샘머, 싸머, 쌈머, 쌔머, 쌤머, 잼머, 독일어: Matthias Sammer, 1967년 9월 5일 ~ )는 독일의 전 축구 선수 및 감독으로, 현재 독일 분데스리가 보루시아 도르트문트의 외부고문이다.
그는 1996년 발롱도르 수상자로 선정되었으며, 이 해에 유럽축구선수권대회에서 독일 대표팀의 우승을 이끌었다. 자머는 은퇴하기 전까지 국제 경기에 총 74경기에 출전하였으며, 이 중에 23경기는 동독 대표팀에서, 나머지 51경기는 독일 통일 이후에 독일 대표팀에서 뛴 경기이다.

## 클럽 경력
자머는 1985년부터 1990년까지 그의 아버지 클라우스가 뛰었던 클럽이자, 감독을 맡았던 클럽인 고향 클럽 디나모 드레스덴에서 선수 생활을 하였다. 그는 동독 축구 선수들 가운데 유명한 선수중 하나로, 독일 통일 이후인 1990년에 서부의 클럽인 VfB 슈투트가르트와 계약을 맺었다. (첫 선수는 안드레아스 톰, BFC 디나모에서 바이어 레버쿠젠으로 합류하였다.) 이어서 그 뒤에는 인테르나치오날레 (1992-1993)와 보루시아 도르트문트 (1993-1998)에서 뛰기도 하였다.

## 국가대표팀 경력
유로 96에서는 뛰어난 활약을 펼쳐 독일 축구 국가대표팀의 우승에 크게 공헌하였다.

## 출전 통계
| 구단                | 리그        | 시즌    | 리그 | 리그 | 컵   | 컵   | 유럽 | 유럽 | 합계 | 합계 |
| 구단                | 리그        | 시즌    | 출전 | 득점 | 출전 | 득점 | 출전 | 득점 | 출전 | 득점 |
| ------------------- | ----------- | ------- | ---- | ---- | ---- | ---- | ---- | ---- | ---- | ---- |
| 디나모 드레스덴     | 오베르리가  | 1985-86 | 18   | 8    | 4    | 6    | 6    | 2    | 28   | 16   |
| 디나모 드레스덴     | 오베르리가  | 1986-87 | 20   | 7    | 3    | 2    | -    | -    | 23   | 9    |
| 디나모 드레스덴     | 오베르리가  | 1987-88 | 19   | 8    | 3    | 1    | 2    | 0    | 24   | 9    |
| 디나모 드레스덴     | 오베르리가  | 1988-89 | 25   | 6    | 3    | 1    | 10   | 0    | 38   | 7    |
| 디나모 드레스덴     | 오베르리가  | 1989-90 | 20   | 9    | 5    | 4    | 2    | 0    | 27   | 13   |
| 슈투트가르트        | 분데스리가  | 1990-91 | 30   | 11   | 3    | 1    | -    | -    | 33   | 12   |
| 슈투트가르트        | 분데스리가  | 1991-92 | 33   | 9    | 3    | 1    | 3    | 1    | 35   | 11   |
| 인테르나치오날레    | 세리에 A    | 1992-93 | 11   | 4    | 1    | 0    | -    | -    | 12   | 4    |
| 보루시아 도르트문트 | 분데스리가  | 1992-93 | 17   | 10   | -    | -    | -    | -    | 17   | 10   |
| 보루시아 도르트문트 | 분데스리가  | 1993-94 | 29   | 4    | 2    | 0    | 8    | 0    | 39   | 4    |
| 보루시아 도르트문트 | 분데스리가  | 1994-95 | 28   | 4    | 1    | 1    | 7    | 0    | 36   | 5    |
| 보루시아 도르트문트 | 분데스리가  | 1995-96 | 22   | 3    | 3    | 1    | 6    | 0    | 31   | 4    |
| 보루시아 도르트문트 | 분데스리가  | 1996-97 | 21   | 0    | 1    | 0    | 5    | 0    | 27   | 0    |
| 보루시아 도르트문트 | 분데스리가  | 1997-98 | 3    | 0    | 2    | 0    | 1    | 0    | 6    | 0    |
| 커리어 통산         | 커리어 통산 | 13 시즌 | 296  | 83   | 33   | 18   | 50   | 3    | 376  | 104  |

| 국가 | 연도 | 출전 | 득점 |
| ---- | ---- | ---- | ---- |
| 동독 | 1986 | 1    | 0    |
| 동독 | 1987 | -    | -    |
| 동독 | 1988 | 6    | 1    |
| 동독 | 1989 | 11   | 2    |
| 동독 | 1990 | 5    | 3    |
| 독일 | 1990 | 1    | 0    |
| 독일 | 1991 | 3    | 0    |
| 독일 | 1992 | 9    | 1    |
| 독일 | 1993 | 6    | 0    |
| 독일 | 1994 | 12   | 2    |
| 독일 | 1995 | 6    | 2    |
| 독일 | 1996 | 11   | 3    |
| 독일 | 1997 | 3    | 0    |
| 통산 | 통산 | 74   | 14   |

## 수상 내역

### 선수

#### 디나모 드레스덴
- DDR 오베르리가 : 1989, 1990
- FDGB-포칼 : 1990

#### VfB 슈투트가르트
- 분데스리가 : 1991-92

#### 보루시아 도르트문트
- 분데스리가 : 1994-95, 1995-96
- DFL 슈퍼컵 : 1995, 1996
- UEFA 챔피언스리그 : 1996-97

#### 독일
- UEFA 유로 : 우승 (1996), 준우승 (1992)
- US컵[2] : 1993

### 감독

#### 보루시아 도르트문트
- 분데스리가 : 2001-02
- DFB 리가포칼 준우승 : 2003
- UEFA컵 준우승 : 2001-02

### 개인
- 발롱도르 : 1996
- UEFA 유로 대회 MVP : 1996
- UEFA 유로 토너먼트의 팀 : 1996
- 키커 분데스리가 올해의 팀[3] : 1990-91, 1994-95
- 키커 분데스리가 최우수 리베로 : 1995, 1996
- 키커 분데스리가 최우수 미드필더 : 1993
- ESM 올해의 팀[4] : 1994-95
- 옹즈 드 브롱즈 : 1996
- 독일 올해의 축구 선수 : 1995, 1996
- 독일 축구 명예의 전당
- 월드 사커 역대 축구 선수 100인

#### 발롱도르
- 1995 - 9
- 1996 - 1
- 1997 - 10

#### FIFA 올해의 선수
- 1995 - 9
- 1996 - 4